# 天主教甘貝拉宗座代牧區
天主教甘貝拉宗座代牧區（拉丁語：Vicariatus Apostolicus Gambellensis）是埃塞俄比亞一個羅馬天主教宗座代牧區，直屬聖座。
宗座代牧區管轄埃塞俄比亞西部，教座位於甘貝拉，2010年時有10,030名教友、十個堂區和十七名司鐸。宗座代牧現時出缺。
宗座監牧區於2000年11月16日成立，2009年12月5日升為宗座代牧區。